# Xyletinus lugubris
Xyletinus lugubris är en skalbaggsart som beskrevs av Leconte 1878. Xyletinus lugubris ingår i släktet Xyletinus och familjen trägnagare. Inga underarter finns listade i Catalogue of Life.